# Jer

Jer posteriore o duro

Gli Jer sono due vocali ridotte che prendono il nome dai due grafemi paleoslavi: ъ (ѥръ, jerŭ) e ь (ѥрь, jerĭ). L'alfabeto glagolitico utilizzava rispettivamente le lettere  e . Originariamente rappresentavano delle vocali "ultra corte" nelle lingue slave, sono nate nel momento in cui la quantità si perse e le vocali cominciarono a differenziarsi per timbro o qualità del suono. Si distingue uno jer posteriore, detto jer duro (ъ < *ŭ) e uno jer anteriore, detto jer molle (ь < *ĭ). Il valore delle vocali ridotte dipende dalla loro posizione: in posizione forte la loro pronuncia doveva essere più netta, in posizione debole più indistinta. 
In tutte le lingue slave moderne, o si sono evoluti in vocali "piene" o sono scomparsi del tutto, causando in alcuni casi la palatalizzazione di consonanti adiacenti. L'unica lingua slava che utilizza ancora la lettera "ъ" come segno vocale (pronunciata /ɤ/) è il bulgaro, ma in molti casi corrisponde a un precedente jus, "ѫ", originariamente pronunciato /õ/. 

Jer anteriore o debole

Molte lingue che usano l'alfabeto cirillico hanno mantenuto uno o entrambi i segni impiegandoli in specifiche funzioni ortografiche. 
Lo jer posteriore (Ъ, ъ, corsivo Ъ, ъ), così chiamato nelle norme ortografiche russe pre-riformate, nei testi in antico slavo orientale e nello slavo ecclesiastico, può essere compitato anche come jer o er, è noto come segno duro nel moderno alfabeto russo e rusyn e come er golyam (ер голям, "grande er") nell'alfabeto bulgaro. In origine, indicava una vocale arrotondata centrale molto corta o ridotta . 
Lo jer anteriore (Ь, ь, corsivo Ь, ь), ora noto come segno morbido in russo, bielorusso e ucraino, e come er malək (ер малък, "piccolo er") in bulgaro, rappresentava originariamente sempre una vocale ridotta, ma più frontale di ъ. Oggi denota la palatalizzazione delle consonanti in tutte le lingue slave scritte in caratteri cirillici tranne il serbo e il macedone, che non lo impiegano affatto, ma conservano sue tracce nelle forme delle lettere palatalizzate њ e љ.

## Uso originale
Nella lingua slava ecclesiastica, gli jer erano usati per indicare la cosiddette "vocali ridotte": ъ = *[ŭ], ь = *[ĭ] nella trascrizione convenzionale. Derivano dalle vocali corte proto-balto-slave */u/ e */i/ (si compari angŭlŭs in latino con ѫгълъ, ǫgŭlŭ in antico slavo ecclesiastico).
In tutte le lingue slave occidentali, gli jer o sono scomparsi o sono diventati /e/ in posizioni forti, mentre nelle lingue slave meridionali, lo jer duro assume suoni vocalici differenti a seconda del dialetto.

## Sviluppo storico
Nella lingua proto-slava, gli jer erano normali vocali corte /u/ e /i/. Durante il tardo periodo proto-slavo, emerse un nuovo schema e determinò il fatto che in seguito si distingueranno in jer "forte" e jer "debole". Questo cambiamento è noto come legge di Havlík, ha portato lo jer, in determinate posizioni, a essere pronunciato in modo molto debole, forse impiegando vocali ultracorte e a perdere la capacità di essere accentata all'interno di una parola. Gli jer deboli furono successivamente lasciati cadere, mentre gli jer forti si sono evoluti in vari suoni che variavano in base alle diverse lingue. 
Per determinare se uno jer sia forte o debole, è necessario suddividere in singole parole o unità prosodiche (frasi con una sola sillaba accentata, che in genere include una preposizione o altre parole clitiche). La regola per determinare gli jer deboli e forti è la seguente: 
- Una terminazione è debole .
- Uno jer seguito da una vocale non ridotta nella sillaba successiva è debole.
- Uno jer nella sillaba precedente a un'altra con jer debole è forte .
- Uno jer nella sillaba precedente a un'altra con jer forte è debole .

In russo, ad esempio, gli jer si sono evoluti come segue: 
- Gli jer forti sono pienamente espressi : ь → е (o ë); ъ → о
- Gli jer deboli cadono del tutto, ma generalmente rimane la palatalizzazione, seguito da un ь.

In breve, in una serie di sillabe antiche russe, ognuna delle quali ha una vocale ridotta, le vocali ridotte vengono riprodotte, in russo moderno, o a piena voce o cadono: l'ultimo jer della sequenza cade. Vi sono alcune eccezioni alla regola, generalmente considerate il risultato dell'analogia con altre parole o altre forme flesse della stessa parola, con un diverso modello originale di vocali ridotte. Inoltre la moderna inflessione russa è complicata dalle cosiddette "transitive" (беглые [ˈbʲeɡlɨjə] "latitante" o "fugace"), che appaiono e scompaiono al posto di un ex-jer . Ad esempio (OR = russo antico; R = russo): 
- OR сънъ /ˈsŭ.nŭ/ → R сон [son] "sleep" (nominativo singolare)
- OR съна /sŭˈna/ → R сна [sna] "sleep" (genitivo singolare)
- OR угълъ /ˈu.ɡŭ.lŭ/ → R угол [ˈu.ɡəl] "corner" (nominativo singolare)
- OR угъла /u.ɡŭˈla/ → R угла [ʊˈɡla] "corner" (genitivo singolare)

|            | ь        | ъ        |
| ---------- | -------- | -------- |
| Protoslavo | *dĭn-ĭ-s | *sŭn-ŭ-s |
| Paleoslavo | dьnь     | sъnъ     |
| Bulgaro    | den      | sъn      |
| Macedone   | den      | son      |
| Serbo      | dan      | san      |
| Croato     | dan      | san      |
| Sloveno    | dan      | sen      |
| Slovacco   | deň      | sen      |
| Ceco       | den      | sen      |
| Polacco    | dzień    | sen      |
| Ucraino    | denь     | son      |
| Bielorusso | dzenь    | son      |
| Russo      | denь     | son      |

## Fonti
- Alexander M. Schenker, Proto-Slavonic, in Comrie (a cura di), The Slavonic languages, London, New York, Routledge, 1993,  pp. 60-121, ISBN 0-415-04755-2.   Alexander M. Schenker, Proto-Slavonic, in Comrie (a cura di), The Slavonic languages, London, New York, Routledge, 1993,  pp. 60-121, ISBN 0-415-04755-2.   Alexander M. Schenker, Proto-Slavonic, in Comrie (a cura di), The Slavonic languages, London, New York, Routledge, 1993,  pp. 60-121, ISBN 0-415-04755-2.
- Roland Sussex e Paul Cubberley, The Slavic languages, Cambridge, Cambridge University Press, 2006, ISBN 978-0-521-22315-7.   Roland Sussex e Paul Cubberley, The Slavic languages, Cambridge, Cambridge University Press, 2006, ISBN 978-0-521-22315-7.   Roland Sussex e Paul Cubberley, The Slavic languages, Cambridge, Cambridge University Press, 2006, ISBN 978-0-521-22315-7.